# Ambroise Vollard con gato
El retrato de Ambroise Vollard con gato es una pintura al óleo sobre lienzo del artista francés Pierre Bonnard, realizada alrededor de 1924. Actualmente se encuentra en el Petit Palais de París. Bonnard retrató a menudo al marchante de arte Ambroise Vollard. Aquí se le ve sentado en la esquina de una habitación, con un gatito en su regazo, rodeado de obras de arte, varias pinturas y una escultura. Se distinguen a la izquierda abajo, apoyado en la chimenea, el retrato de Alfred Hauge de Cezanne  y colgado en la pared al fondo Mujeres reclinadas de Renoir.
Con la espalda encorvada, la cabeza un poco inclinada, su actitud delata una cierta somnolencia, que solía asaltarle si se estaba quieto, como bien sabían sus conocidos. Le gustaban los gatos, con los que suele aparecer en retratos y fotografías, y Vollard usaba el truco de incluir uno para evitar que se quedara dormido durante las sesiones de posado.